# Crestwood (Illinois)
Crestwood è un comune degli Stati Uniti d'America, situato in Illinois, nella contea di Cook.